# Libertà di religione in Arabia Saudita
Il regno dell'Arabia Saudita è uno stato islamico teocratico in cui la religione musulmana - in specie il sunnismo - si basa sullo studio e l'applicazione della sharia e dove i non musulmani non sono autorizzati ad ottenere la cittadinanza saudita.
I bambini nati da padri di fede islamica sono per legge considerati essere musulmani, mentre la conversione dall'islam ad un'altra religione viene considerata un'apostasia condannabile con la pena di morte; anche la blasfemia contro l'islam sunnita può incorrere in una lunga pena detentiva. Non vi sono state segnalazioni confermate di esecuzioni di cittadini sia per l'apostasia sia per la blasfemia negli ultimi anni.
Un tribunale saudita è giunto a condannare un uomo palestinese, l'artista e poeta Ashraf Fayadh, a morte per apostasia il 17 novembre 2015, per presunte dichiarazioni blasfeme orali durante un gruppo di discussione e scritte in una sua opera poetica.
La libertà di religione in Arabia Saudita è praticamente inesistente. Il governo non fornisce alcun riconoscimento legale o di protezione in rapporto alla libertà religiosa, e questa viene fortemente limitata nella pratica; in quanto questione politica il governo ufficialmente garantisce e protegge il diritto al culto privato per tutti, compresi i non musulmani che si riuniscono nelle abitazioni per la propria pratica religiosa: tale diritto non è però sempre rispettato e non è definito legalmente.
La polizia religiosa islamica (Muttawa o Mutawwi'a) fa rispettare il divieto di pratica pubblica delle religioni non musulmane. La legge della Sharia si applica a tutte le persone all'interno dell'Arabia Saudita, a prescindere dalla religione che essi professano. Un esempio di segregazione religiosa è l'impedimento per i non musulmani di entrare nella città santa de La Mecca.

## Demografia religiosa
La superficie totale del paese è di circa 2,15 milioni di km2 e la popolazione è di circa 27 milioni di abitanti, di cui i cittadini sauditi sono 19 milioni. La popolazione straniera dell'Arabia Saudita, tra cui molti migranti irregolari, può arrivare a superare in certe stagioni i 12 milioni di persone.
Statistiche complete riguardanti le confessioni religiose degli stranieri, residenti o anche solo di passaggio, non sono disponibili, ma includono i musulmani di varie scuole e rami dell'islam, i cristiani (tra i quali gli appartenenti alla chiesa ortodossa, al protestantesimo ed al cattolicesimo), gli ebrei, più di 250.000 indù, più di 70.000 buddhisti, circa 45.000 appartenenti al sikhismo e altri.
Un'accurata demografia religiosa dei cittadini è difficile da ottenere. La maggioranza dei cittadini sauditi sono musulmani seguaci del salafismo e la rigida interpretazione dell'islam insegnata dal Wahhabismo (storicamente conosciuti come Sufyani nel primo islam, ma or denominati salafi) è l'unica forma religiosa ufficialmente riconosciuta.
Una minoranza di cittadini sono musulmani aderenti allo sciismo - nel 2006 formavano all'incirca il 15% della popolazione nativa -; essi vivono principalmente nei distretti orientali affacciati sul Golfo Persico (Qatif, Al-Hasa, Dammam) ove vengono a costituire circa i tre quarti della popolazione totale nativa; ma si trovano anche negli altopiani occidentali della penisola araba (distretti di Jizan, Najrān, Asir, Medina, Ta'if e Hijaz).
La conversione dei musulmani ad un'altra religione è punibile con la morte secondo la versione della legge islamica adottata dal paese ma, a partire dal 2011, non vi sono state segnalazioni confermate di esecuzioni per apostasia, anche se rimane sempre la possibilità di esecuzioni extragiudiziali.

## Stato della libertà religiosa
L'Arabia Saudita è uno stato islamico teocratico ed il governo dichiara il Corano e la Sunnah (tradizione) decretata da Maometto come l'unica forma costituzionale possibile del paese. La libertà di religione è severamente limitata, essendo l'islam religione di stato ufficiale.
Secondo la legge vigente i bambini nati da padri musulmani sono anch'essi automaticamente musulmani, a prescindere dal paese o dalla tradizione religiosa in cui sono stati allevati e cresciuti. Il governo vieta severamente la pratica pubblica di altre religioni, ma allo stesso tempo permette generalmente la pratica privata di forme religiose non musulmane.
La fonte primaria del diritto in Arabia Saudita si basa sulla sharia (legge islamica) con suoi tribunali che basano i propri giudizi in gran parte su un codice derivato direttamente dal Corano e dalla Sunnah; inoltre la legge tradizionale tribale e personalizzata rimangono come presenze significative.